# Spilosoma gomerensis
Spilosoma gomerensis là một loài bướm đêm thuộc phân họ Arctiinae, họ Erebidae.